# Piédalu voyage

Piédalu voyage est un moyen métrage français réalisé en 1950 par Jean Loubignac.

## Synopsis
Les Piédalu sont en voyage. Sur le quai de la gare, ils attendent : le train est en retard. Bientôt, le madré Piédalu entre en conversation avec d'autres voyageurs et des propos s'échangent, emplis de « sagesse populaire ».

## Fiche technique
- Réalisation : Jean Loubignac
- Scénario et dialogues : Ded Rysel
- Directeur de la photographie : René Colas
- Musique : Marceau Van Hoorebecke
- Décors Louis Le Barbenchon
- Son : Maurice Vareille
- Producteur : Emile Flavin
- Directeur de production : Emile Buhot
- Société de production : Optimax Films
- Format : Noir et blanc - 1,37:1 - 35 mm - Son mono
- Genre : moyen métrage comique
- Durée : 35 minutes
- Visa d'exploitation N° 10476 délivré le 30 novembre 1950
- Certificat : Tous publics

## Distribution
- Ded Rysel : Piédalu
- Jacques Muller : le pêcheur
- Jean Sylvain : le chef de gare
- Germaine Reuver : Madame Piédalu
- Albert Michel : l'employé
- Marcelle Féry
- Nicole Régnault